# Partido de los Jubilados
El Partido de los Jubilados (PJ) —inscrito oficialmente como Los Jubilados— fue un partido político chileno que tuvo existencia legal entre 1988 y 1989 bajo el estado de "en formación".

## Historia
El extracto de constitución del partido, publicado en el Diario Oficial de la República de Chile el 23 de agosto de 1988, señalaba que sus principales objetivos eran "la defensa y mejora de los derechos previsionales, tanto de los trabajadores activos como de los jubilados y pensionados", y defendía el rol predominante del Estado sobre la educación, seguridad social, salud, vivienda, trabajo y justicia.
La directiva del partido estaba compuesta por Juan Antonio Torres Araya (presidente), Manuel Molina (vicepresidente), Rita López Cabezas (vicepresidente), Miriam López Cabezas (secretario general), Oscar Valerio Aguilar (prosecretario), Luis Aravena Sepúlveda (tesorero) y Luis Alviz Concha (protesorero). La creación del partido contó con el rechazo de otras organizaciones de jubilados, como por ejemplo la Unión Nacional de Pensionados, que la consideraba una «idea oportunista».
El partido apoyó la opción "No" en el plebiscito de 1988. No logró reunir la cantidad de firmas necesarias dentro del plazo legal, por lo que fue disuelto el 29 de marzo de 1989. En el plebiscito de las reformas constitucionales de 1989 el PJ apoyó la opción «Rechazo», formando junto al Partido Socialista Chileno y el Movimiento Alessandrista Independiente el «Frente Amplio de Rechazo». Ese mismo año, Torres fue candidato a senador por la Región de Aysén como independiente dentro del pacto Liberal-Socialista Chileno.
En democracia, la agrupación mantuvo su actividad pública, solicitando audiencias con el presidente Patricio Aylwin, o protestando de una singular forma junto a otras organizaciones de jubilados —Juan Antonio Torres sería posteriormente presidente de la Central de Jubilados y Montepiadas de Chile—, lanzando huevos a las fachadas de distintos servicios públicos y ministerios, o incluso al Palacio de La Moneda.
Posteriormente surgieron otros proyectos de partidos políticos de defensa de los jubilados, como por ejemplo el Partido Adulto Mayor (PAM), encabezado por Francisco Iturriaga Steck, el cual no logró las firmas suficientes para obtener la legalidad en 2009 y fue disuelto ese mismo año.